# Benjamín Robles Montoya
Ángel Benjamín Robles Montoya (Ciudad de México; 8 de noviembre de 1959) es un economista y político mexicano. Fue senador por el Estado de Oaxaca y actualmente es Diputado federal por el mismo estado.

## Biografía
En 1978 ingresó a estudiar la Licenciatura en Economía en la Universidad del Valle de México entre los años 1971 y 1981, donde a su vez también realizó estudios en Administración Pública.

## Carrera política
El primer movimiento democrático en Oaxaca, que nació con el siglo XXI, se convirtió desde entonces en el principal motor de su carrera política. Fue la victoria de este movimiento en la capital del estado, el Municipio de Oaxaca de Juárez, en el año 2000, la confirmación de que se encontraban en el camino correcto, y que desde entonces serían muchas oaxaqueñas y oaxaqueños los que pensaban que el cambio debía llegar a Oaxaca.
Con el anterior triunfo en la capital, retomaron fuerzas hasta que en el año 2010 volvió a rendir frutos, logrando derrotar al régimen que llevaba casi 80 años gobernando Oaxaca, el priista. Donde fungió como Coordinador estatal de la campaña del C. Gabino Cué Monteaguado al cargo de gobernador del estado de Oaxaca, impulsada por la coalición electoral “UNIDOS POR LA PAZ Y EL PROGRESO”. La cual ganaron.
En el 2012 abanderando la campaña de Andrés Manuel López Obrador (AMLO), contiende por la Senaduría en primera fórmula por el Estado de Oaxaca. Con lo que desde la noche del 2 de julio, ya se sabía de su contundente triunfo y el casi carro completo en las Diputaciones Federales por la coalición, así como de la victoria de Andrés Manuel en ese estado del Sur.
Actualmente dentro del Senado de la República funge como:
- Presidente de la Comisión Especial Sur Sureste
- Secretario: Comisión de Estudios Legislativos
- Secretario: Comisión de Fomento Económico
- Integrante: Comisión de Justicia
- Integrante: Comisión de Puntos Constitucionales

El 15 de enero de 2016 se registra como precandidato a Gobernador del estado de Oaxaca por el PRD solamente para que el 27 de febrero del mismo año abandone a la bancada perredista al rechazar los resultados de la elección interna del partido que fueron a favor del diputado federal José Antonio Estefan Garfias. Dejando así el PRD y abanderandose como candidato para el mismo cargo, esta vez con el PT, apoyado por José Murat y la Secretaría de Gobernación. Sin embargo, el resultado de la elección no le fue nada favorable quedando en 4.º lugar obteniendo menos de la mitad de los votos que José Antonio Estefan Garfias y permitiendo así la derrota de la coalición CREO, al sacar al PT de la misma.